# Arrest Bertrand c/ Domingues et a.
Bertrand c/ Domingues et a. (Cass. 2e civ. 19 februari 1997, D. 1997, 265) is de roepnaam van een arrest van het Franse Cour de cassation inzake aansprakelijkheid voor minderjarige kinderen.

## Casus en procesverloop
Op 24 mei 1989 heeft een botsing plaatsgevonden tussen de toen 12-jarige Sebastien Bertrand op zijn fiets en een motorfiets, bestuurd door de heer Domingues. Ten gevolge van dit ongeval heeft de heer Domingues letselschade geleden. Hij spreekt Jean-Claude Bertrand, de vader van Sebastien, aan tot schadevergoeding en beroept zich daarbij op artikel 1384(4) van de Code civil. Deze bepaling luidt:

Le père et la mère, en tant qu'ils exercent l'autorité parentale, sont solidairement responsables du dommage causé par leurs enfants mineurs habitant avec eux.
De vader en moeder, als uitoefenaars van het ouderlijk gezag, zijn hoofdelijk aansprakelijk voor schade veroorzaakt door hun minderjarige kinderen die bij hen inwonen.

Artikel 1384(7) C.civ. bepaalt dat de ouders zich kunnen disculperen door te bewijzen dat ze niet in staat zijn geweest de schadeveroorzakende gebeurtenis te beletten.
Het hof van beroep in Bordeaux heeft de vordering toegewezen. Bertrand is in cassatie gegaan bij het Cour de cassation.

## Beoordeling door het Hof
In cassatie bestrijdt Bertrand dat hij aansprakelijk is en voert daartoe aan dat aansprakelijkheid niet alleen ontbreekt indien hij bewijst dat sprake was van overmacht (force majeure) of een fout (faute) aan de kant van het slachtoffer, maar ook indien hij bewijst dat hij niet heeft gefaald in de opvoeding van of de toezicht op het kind. Bertrand stelt dat het hof van beroep artikel 1384(4) van de Code civil heeft geschonden door aan te nemen dat alleen overmacht of een fout aan de kant van het slachtoffer hem van aansprakelijkheid kan vrijwaren en daarom niet heeft onderzocht of Bertrand in de opvoeding of het toezicht heeft gefaald.
Het Hof van Cassatie overweegt:

Mais attendu que, l'arrêt ayant exactement énoncé que seule la force majeure ou la faute de la victime pouvait exonérer M. X... de la responsabilité de plein droit encourue du fait des dommages causés par son fils mineur habitant avec lui, la cour d'appel n'avait pas à rechercher l'existence d'un défaut de surveillance du père;
Maar gegeven dat het hof terecht heeft geoordeeld dat alleen overmacht of een fout van het slachtoffer M. X (lees: Bertrand) kan vrijpleiten .. van strikte aansprakelijkheid voor schade veroorzaakt door de bij hem inwonende minderjarige zoon, hoefde het hof geen onderzoek te doen naar mogelijke foute in het toezicht door de vader;

Het middel faalt en het Hof verwerpt het beroep.

## Relevantie
Het Hof van Cassatie verscherpt in dit arrest de risicoaansprakelijkheid van ouders voor hun minderjarige kinderen. Hoewel artikel 1384(7) van de Code civil bepaalt dat zij zich kunnen disculperen door te bewijzen dat ze niet in staat zijn geweest de schadeveroorzakende gebeurtenis te voorkomen beperkt het Hof dit tot overmacht aan de zijde van het kind of een fout aan de kant van het slachtoffer. Niet is vereist dat het kind een objectieve fout heeft begaan. Daarmee bestaat in Frankrijk een zeer strenge aansprakelijkheid van ouders voor hun kinderen.